# Hugo González de Oliveira
Hugo González de Oliveira (Palma di Maiorca, 19 febbraio 1999) è un nuotatore spagnolo, specializzato nel dorso.

## Biografia
È figlio di padre spagnolo e madre brasiliana. Ha rappresentato la Spagna ai Giochi olimpici estivi di Rio de Janeiro 2016, dove è stato eliminato in batteria nei 100 metri dorso ed in semifinale nei 200 m dorso.
Ai Giochi del Mediterraneo di Tarragona 2018 ha vinto la medaglia d'argento nei 200 metri dorso, dietro all'italiano Christopher Ciccarese e nei 200 metri misti alle spalle de greco Andreas Vazaios. Ha vinto il bronzo nella 4x200 metri stile libero, con i connazionali Moritz Berg, Miguel Durán e Marc Sánchez. Nei 50 metri dorso si è piazzato ai piedi del podio.
Agli europei di Budapest 2021, disputati alla Duna Aréna nel maggio 2021, si è aggiudicato la medaglia di bronzo nei 50 metri dorso con il tempo di 24"47, concludendo alle spalle di russo Kliment Kolesnikov, che nell'occasione ha stabilito in 23"80 il primato mondiale sulla distanza e del rumeno Robert Glință (24"42).
Nel 2024 partecipa ai mondiali di Doha, dove vince un argento nei 100 m dorso e sale sul gradino più alto del podio nella doppia distanza.

## Palmarès
| Anno | Manifestazione          | Sede           | Evento      | Risultato | Prestazione | Note |
| ---- | ----------------------- | -------------- | ----------- | --------- | ----------- | ---- |
| 2015 | Mondiali giovanili      | Singapore      | 200 m dorso | Oro       | 1'58"11     |      |
| 2015 | Mondiali giovanili      | Singapore      | 400 m misti | Bronzo    | 4'18"14     |      |
| 2016 | Giochi olimpici         | Rio de Janeiro | 100 m dorso | 20º B     | 54"18       |      |
| 2016 | Giochi olimpici         | Rio de Janeiro | 200 m dorso | 16º SF    | 1'59"08     |      |
| 2017 | Mondiali giovanili      | Indianapolis   | 50 m dorso  | Argento   | 25"30       |      |
| 2017 | Mondiali giovanili      | Indianapolis   | 100 m dorso | Oro       | 54"27       |      |
| 2017 | Mondiali giovanili      | Indianapolis   | 200 m dorso | Oro       | 1'56"69     |      |
| 2017 | Mondiali giovanili      | Indianapolis   | 400 m misti | Oro       | 4'14"65     |      |
| 2017 | Mondiali                | Budapest       | 100 m dorso | 23º B     | 55"05       |      |
| 2017 | Mondiali                | Budapest       | 200 m dorso | 32º B     | 2'02"41     |      |
| 2018 | Giochi del Mediterraneo | Tarragona      | 50 m dorso  | 4º        | 25"56       |      |
| 2018 | Giochi del Mediterraneo | Tarragona      | 200 m dorso | Argento   | 1'58"94     |      |
| 2018 | Giochi del Mediterraneo | Tarragona      | 200 m misti | Argento   | 2'00"53     |      |
| 2018 | Giochi del Mediterraneo | Tarragona      | 4x200 m sl  | Bronzo    | 7'20"41     |      |
| 2018 | Europei                 | Glasgow        | 200 m dorso | 8º        | 1'59"06     |      |
| 2018 | Europei                 | Glasgow        | 200 m misti | 4º        | 1'58"77     |      |
| 2019 | Mondiali                | Gwangju        | 100 m dorso | 37º B     | 55"67       |      |
| 2019 | Mondiali                | Gwangju        | 200 m dorso | 31º B     | 2'01"84     |      |
| 2019 | Mondiali                | Gwangju        | 200 m misti | 34º B     | 2'03"09     |      |
| 2021 | Europei                 | Budapest       | 50 m dorso  | Bronzo    | 24"47       |      |
| 2021 | Europei                 | Budapest       | 100 m dorso | Argento   | 52"90       |      |
| 2021 | Europei                 | Budapest       | 200 m misti | Oro       | 1'56"76     |      |
| 2024 | Mondiali                | Doha           | 100 m dorso | Argento   | 52"70       |      |
| 2024 | Mondiali                | Doha           | 200 m dorso | Oro       | 1'55"30     |      |